# Timur Vermes
Timur Vermes (n. 1967 în Nürnberg) este un jurnalist și scriitor german.

## Carieră
Vermes s-a născut în Nürnberg în 1967. Tatăl său fuge din Ungaria după revoluția din 1956. După liceu, a studiat în Erlangen istoria și politica. De atunci, el lucrează ca jurnalist pentru ziarele Abendzeitung sau Express și diverse reviste.
În 2007 a început ca scriitor de ficțiune. În 2012 apare sub titlul "Er ist wieder da" romanul său de debut.

## Opere
- 2010: München für Verliebte, Editura Frankfurter Societät, Frankfurt, ISBN 978-3-7973-1189-4
- 2012: Er ist wieder da, Editura Eichborn, Köln, ISBN 978-3-8479-0517-2.

## Opere traduse în limba română
- Ia uite cine s-a întors, Editura Rao Books, 2014, ISBN 978-6-0660-9638-6

## Cărți audio
- 2012: Er ist wieder da, Editura Lübbe Audio, Köln, 6 CD, 411 Min., citește Christoph Maria Herbst, ISBN 978-3-7857-4741-4

1. ↑  Timur Vermes, Internet Speculative Fiction Database, accesat în 9 octombrie 2017
2. ↑  Timur Vermes, CONOR.SI[*]
3. ↑  Timur Vermes, Bibsys
4. ↑  Timur Vermes, LIBRIS, accesat în 9 octombrie 2017
5. ↑  Timur Vermes, National Library of Portugal
6. ↑  „Timur Vermes”, Gemeinsame Normdatei, accesat în 22 decembrie 2014
7. ↑  „Timur Vermes”, Gemeinsame Normdatei, accesat în 9 martie 2015
8. ↑  Autoritatea BnF, accesat în 10 octombrie 2015
9. ↑  CONOR.SI[*] Verificați valoarea |titlelink= (ajutor)